# 無尊
謝駿毅（1991年3月26日—），舊名謝馥羽，藝名無尊，基督徒，台灣搞笑藝人，擅長模仿。自創人物「珍珍」。 模仿的公眾人物包括李濤、鄭弘儀、盛竹如、九孔、黃立行、林志炫、柯文哲、少年PI、沈玉琳、庾澄慶、凌峰、辛普森、赤拉尼維（印度麥可）、三井壽（灌籃高手）、康康、陽岱鋼、莫文蔚等。

## 節目
- 全民最大黨
- 超級模王大道2參賽者
- 國光幫幫忙

### 參與節目
- 萬萬沒想到－女王的密室第貳彈（第19集、第33集）
- 綜藝大熱門
- 康熙來了
- 國光幫幫忙
- 麻辣同學會
- 大學生了沒
- 綜藝玩很大來賓、關主
- 綜藝大集合
- 完全娛樂
- 歡樂智多星
- WOW！侯麻吉
- 三星報囍
- 娛樂百分百
- 來自星星的事
- 逃跑吧好兄弟
- 瘋神無雙
- 超聯萌女神
- 背包踐客
- 小明星大跟班
- 飢餓遊戲
- 綜藝3國智
- 綜藝新時代
- 全民星攻略
- 網路直播節目-麥卡貝《木曜4超玩》
- 網路直播節目-進擊媒體《密逃者們》
- 全明星運動會
- 同學來了
- 嗨！營業中第2季小幫手
- 嗨！營業中第5季小幫手

## 影視作品

### 戲劇
| 播放日期      | 頻道                   | 戲劇     | 角色 | 性質 |
| ------------- | ---------------------- | -------- | ---- | ---- |
| 2013年7月17日 | 樂視網                 | PMAM     | 帕克 | 客串 |
| 2018年1月12日 | 三立都會台、東森綜合台 | 姊的時代 | Ryan | 客串 |

### 舞台劇
| 年份 | 劇團     | 戲劇     |
| ---- | -------- | -------- |
| 2020 | 亮棠文創 | 莎姆雷特 |

### 電影
| 上映日期      | 戲劇     | 角色     | 備註 |
| ------------- | -------- | -------- | ---- |
| 2015年1月16日 | 十萬夥急 | 畫廊保全 | 客串 |

#### 綜藝節目
- 2024年 台視主頻 ,八大綜合台,Netflix《嗨！營業中第四季》小幫手
- 2025年 台視主頻 ,八大綜合台,Netflix《嗨！營業中第五季》小幫手

## 外部連結
- 無尊的Facebook專頁
- 無尊的Instagram帳戶